# Anzegem
Anzegem là một đô thị ở tỉnh Tây Flanders. Đô thị này gồm các thị trấn Anzegem, Gijzelbrechtegem, Ingooigem, Kaster, Tiegem và Vichte. Tại thời điểm ngày 1 tháng 1 năm 2006 Anzegem có dân số 13.940 người. Tổng diện tích là 41.79 km² với mật độ dân số là 334 người trên mỗi km².